# Керви, Эл
Альфред Николас «Эл» Керви (англ. Alfred Nicholas "Al" Cervi; 12 февраля 1917 года, Буффало, штат Нью-Йорк — 9 ноября 2009 года Рочестер, штат Нью-Йорк) — американский профессиональный баскетболист и тренер. Член Зала славы баскетбола.

## Карьера игрока
Играл на позиции разыгрывающего защитника. Керви никогда не учился в университете, в 1937 году заключил контракт с командой «Баффало Байзонс», которая выступала в Национальной баскетбольной лиге (НБЛ). В 1940—1945 годах служил в ВВС США. Позже выступал за команды «Рочестер Роялз» (НБЛ), «Трентон Тайгерс» (АБЛ) и «Сиракьюс Нэшнлз». Всего в НБА провёл 4 сезона. Один раз включался во 2-ю сборную всех звёзд НБА (1950). В сезоне 1945/1946 годов Керви в составе «Рочестер Роялз» стал чемпионом НБЛ. Три раза включался в 1-ю сборную всех звёзд НБЛ (1947—1949), а также один раз — во 2-ю сборную всех звёзд НБЛ (1946). В 1947 году наряду с Джорджем Майкеном стал самым результативным игроком регулярного чемпионата НБЛ. В 1985 году был включён в Зал славы баскетбола. Всего за карьеру в НБЛ сыграл 187 игр, в которых набрал 2326 очков (в среднем 12,4 за игру). Всего за карьеру в НБА сыграл 202 игры, в которых набрал 1591 очко (в среднем 7,9 за игру), сделал 261 подбор и 648 передач.

## Карьера тренера
Последние пять сезонов в качестве игрока Керви был играющим тренером родной команды «Сиракьюс Нэшнлз» (1948—1953), а после завершения профессиональной карьеры проработал в «Нэшнлз» на должности главного тренера ещё в течение трёх с лишним сезонов (1953—1956). За это время он трижды выводил свою команду в финал НБА, дважды, в сезонах 1949/1950 и 1953/1954 годов, его клуб уступал в финальной серии команде «Миннеаполис Лейкерс», и только в первенстве 1954/1955 годов его команда выиграла чемпионский титул, обыграв в финале клуб «Форт-Уэйн Пистонс». В начале сезона 1956/1957 годов после 12 проведённых игр Керви был уволен со своего поста из-за неудовлетворительных результатов команды, а на его место был назначен капитан команды Пол Сеймур. Через два года сменил прописку, перейдя в клуб «Филадельфия Уорриорз» и проработал в нём на должности главного тренера всего один год (1958—1959). После окончания первого сезона своей тренерской карьеры в «Нэшнлз», в 1949 году, Керви был признан тренером года НБЛ. В 1960 году отказался заключать контракт с командой «Лос-Анджелес Лейкерс», потому что его жена была против далёкого переезда.
Два раза назначался на должность главного тренера матча всех звёзд НБА в команду Востока (1952, 1955).

## Смерть
Эл Керви умер 9 ноября 2009 года в городе Рочестер (штат Нью-Йорк), в возрасте 92 лет.

## Статистика

### Статистика в НБА
| Сезон                                                                                    | Команда         | Регулярный сезон | Регулярный сезон | Регулярный сезон | Регулярный сезон | Регулярный сезон | Регулярный сезон | Регулярный сезон | Регулярный сезон | Регулярный сезон | Регулярный сезон | Регулярный сезон | Серия плей-офф | Серия плей-офф | Серия плей-офф | Серия плей-офф | Серия плей-офф | Серия плей-офф | Серия плей-офф | Серия плей-офф | Серия плей-офф | Серия плей-офф | Серия плей-офф |
| Сезон                                                                                    | Команда         | GP               | GS               | MPG              | FG%              | 3P%              | FT%              | RPG              | APG              | SPG              | BPG              | PPG              | GP             | GS             | MPG            | FG%            | 3P%            | FT%            | RPG            | APG            | SPG            | BPG            | PPG            |
| ---------------------------------------------------------------------------------------- | --------------- | ---------------- | ---------------- | ---------------- | ---------------- | ---------------- | ---------------- | ---------------- | ---------------- | ---------------- | ---------------- | ---------------- | -------------- | -------------- | -------------- | -------------- | -------------- | -------------- | -------------- | -------------- | -------------- | -------------- | -------------- |
| 1949/50                                                                                  | Сиракьюс Нэшнлз | 56               |                  |                  | 33,2             |                  | 82,9             |                  | 4,7              |                  |                  | 10,2             | 11             |                |                | 33,8           |                | 82,6           |                | 4,7            |                |                | 7,6            |
| 1950/51                                                                                  | Сиракьюс Нэшнлз | 53               |                  |                  | 38,2             |                  | 81,9             | 2,9              | 3,9              |                  |                  | 8,6              | 7              |                |                | 30,4           |                | 88,0           | 4,7            | 5,4            |                |                | 11,1           |
| 1951/52                                                                                  | Сиракьюс Нэшнлз | 55               |                  | 15,5             | 35,4             |                  | 88,3             | 1,6              | 2,7              |                  |                  | 7,6              | 7              |                | 12,6           | 23,3           |                | 95,7           | 1,4            | 2,1            |                |                | 5,1            |
| 1952/53                                                                                  | Сиракьюс Нэшнлз | 38               |                  | 7,9              | 43,7             |                  | 81,0             | 0,6              | 0,7              |                  |                  | 3,8              | 2              |                | 14,0           | 60,0           |                | 80,0           | 0,0            | 0,5            |                |                | 9,0            |
|                                                                                          | Всего           | 202              |                  | 12,4             | 35,9             |                  | 83,9             | 1,8              | 3,2              |                  |                  | 7,9              | 27             |                | 12,9           | 31,4           |                | 86,6           | 2,7            | 3,9            |                |                | 8,0            |
| Наведите курсор мыши на аббревиатуры в заголовке таблицы, чтобы прочесть их расшифровку. |                 |                  |                  |                  |                  |                  |                  |                  |                  |                  |                  |                  |                |                |                |                |                |                |                |                |                |                |                |